# Kensington Gardens
|  | for anden brug af navnet Kensington, se Kensington. |
Kensington Gardens, engang en af de private parker tilhørende Kensington Palace, er en af Londons kongelige parker, beliggende umiddelbart vest for Hyde Park. Størstedelen er beliggende i City of Westminster, mens en mindre af parkens vestlige del ligger i Kensington and Chelsea. Parkens areal udgør 1.1 km² (111 ha).
Kensington Gardens opfattes undertiden som en del af den større Hyde Park, men ringvejen West Carriage Drive adskiller de to haver.
Kensington Gardens blev anlagt i 1728 af Henry Wise og Charles Bridgeman efter idé fra Dronning Caroline, gift med George den 2.. I parken findes Diana Princess of Wales Playground, en legeplads til minde om Prinsesse Diana samt to større søer, Albert Memorial, kunstmuseet Serpentine Gallery samt statuer af dronning Victoria og Peter Pan. Parken er desuden kendt for sit særdeles rige fugleliv.